# ويلتشير الشمالية (دائرة انتخابية في المملكة المتحدة)
ويلتشير الشمالية (بالإنجليزية: North Wiltshire)‏ هي إحدى الدوائر الانتخابية في المملكة المتحدة الممثلة في مجلس العموم في برلمان المملكة المتحدة.
عضو البرلمان الذي يمثلها حالياً هو :Mr James Gray (Con).